# کاسالچیپرانو
کاسالچیپرانو (به ایتالیایی: Casalciprano) یک کومونه در ایتالیا است که در استان کامپوباسو واقع شده‌است.

## خصوصیات
کاسالچیپرانو ۱۹٫۰ کیلومترمربع مساحت و ۶۱۳ نفر جمعیت دارد.